# Timothy Manning
Timothy Manning (irlandês: Tadhg Ó Mongáin) (15 de novembro de 1909 - 23 de junho de 1989) foi um prelado irlandês-americano da Igreja Católica Romana. Ele serviu como arcebispo de Los Angeles de 1970 a 1985, e foi elevado ao cardinalato em 1973.

## Início da vida e ministério
Timothy Manning nasceu em Ballingeary, Condado de Cork, na Irlanda, filho de Cornelius e Margaret (née Cronin) Manning. Frequentou o Mungret College em Limerick e seguiu um chamado para padres nos Estados Unidos e entrou no St. Patrick Seminary em Menlo Park, Califórnia, em 1928. Manning foi ordenado em 16 de junho de 1934, na Catedral de Santa Vibiana de Los Angeles, pelo bispo de Los Angeles-San Diego, John Joseph Cantwell, e, em seguida, promoveu seus estudos na Pontifícia Universidade Gregoriana, em Roma, obtendo seu doutorado em direito canônico em 1938.
Após seu retorno aos Estados Unidos, ele fez trabalho pastoral na Arquidiocese de Los Angeles, também servindo como secretário do Arcebispo John Joseph Cantwell de 1938 a 1946. Manning foi elevado ao posto de Camareiro Privado de Sua Santidade em 15 de abril de 1943, e depois Prelado doméstico de Sua Santidade em 17 de novembro de 1945. Ele tornou - se chanceler da Arquidiocese em 19 de março de 1946.

## Carreira episcopal
Em 3 de agosto de 1946, Manning foi nomeado Bispo Auxiliar de Los Angeles e Bispo Titular de Lesvi pelo Papa Pio XII. Ele recebeu sua consagração episcopal em Los Angeles, no dia 15 de outubro seguinte, das mãos de Dom Joseph Thomas McGucken, bispo auxiliar de Los Angeles, com Dom James Edward Walsh, MM, vigário apostólico emérito de Kongmoon, e Dom Thomas Arthur Connolly, bispo auxiliar de Los Angeles, servindo como co-consagradores.
Tornou-se vigário geral da Arquidiocese em 29 de novembro de 1955 e participou do Concílio Vaticano II de 1962 a 1965.

## Bispo de Fresno
Manning foi nomeado o primeiro bispo de Fresno em 16 de outubro de 1967. Durante seu mandato, ele apoiou a organização de um sindicato para trabalhadores agrícolas de Central Valley, e procurou ajudar os produtores de vinho e os vindimadores reconciliar suas diferenças.

## Arcebispo de Los Angeles
Depois de menos de dois anos em Fresno, Manning foi nomeado Arcebispo Coadjutor de Los Angeles e Arcebispo Titular de Capreae em 26 de maio de 1969. Ele sucedeu James Francis McIntyre como o terceiro arcebispo de Los Angeles em 21 de janeiro de 1970. Enquanto um forte proponente de autoridade eclesiástica, Manning adotou um estilo mais suave do que seu antecessor. O fim do mandato de McIntyre viu as tensões com o clero e as minorias e, após a ascensão de Manning, o novo Arcebispo declarou: "Minha primeira reação foi dar a conhecer que eu estava aqui para ouvir." Ele instituiu ministérios para negros e hispânicos, um conselho presbiteral para conceder uma maior participação do clero no governo da Arquidiocese, e um Conselho Inter-Paroquial para alargar a mesma participação ao laicato. Pouco depois de se tornar Arcebispo, a maioria das Irmãs do Imaculado Coração de Maria, que tinham rivalizado com McIntyre, abandonaram a vida religiosa e fundaram uma comunidade leiga. Ele também apoiou a fusão de 1973 da Loyola University e da Marymount College na Universidade Loyola Marymount em 1973; McIntyre resistiu às tentativas de permitir a co-educação nas universidades e faculdades católicas da Arquidiocese.
O Papa Paulo VI criou-o Cardeal-presbítero de S. Lucia a Piazza d'Armi no consistório de 5 de março de 1973. Durante a Guerra do Vietnã, Manning aconselhou os jovens a se tornarem objetores de consciência. Inteiramente pró-vida, o Arcebispo declarou que qualquer católico que cooperasse em um aborto sofreria a excomunhão da Igreja, incluindo a própria mãe. Em 1974, em resposta à decisão da Suprema Corte sobre Roe v. Wade, ele testemunhou antes do Subcomitê de Emendas Constitucionais do Comitê Judiciário do Senado, dizendo: "Uma emenda é necessária antes de tudo para proteger as vidas dos nascituros que podem ser mortos - na verdade, estão sendo mortos neste exato momento - na esteira da decisão da Suprema Corte. Mas também é necessário restaurar a integridade à própria lei, para tornar o sistema jurídico americano mais uma vez a garantia e protetor de todos os direitos humanos e dos direitos humanos de todos”.
Manning foi um dos cardeais eleitores que participaram dos conclaves de agosto e outubro de 1978, que selecionaram os papas João Paulo I e João Paulo II, respectivamente. Antes de entrar no conclave de agosto, ele observou que a Igreja "não tem apoio político em muitos lugares" e pediu um papa que pudesse "mudar as pessoas com entusiasmo". Em 1981, João Paulo II enviou-o como enviado papal especial para a celebração em Drogheda, Irlanda do terceiro centenário do martírio de São Oliver Plunkett. Ele pediu a suspensão da deportação de refugiados de guerra civis salvadorenhos em 1983.

## Vida posterior e morte
Depois de quinze anos em Los Angeles, Manning se aposentou como arcebispo em 4 de junho de 1985. Ele passou a residir na Paróquia da Sagrada Família em South Pasadena.
Fumante inveterado durante toda a vida, Manning morreu de câncer de pulmão, que eventualmente se espalhou para o peito e a coluna, em 23 de junho de 1989 no Norris Cancer Hospital da Universidade do Sul da Califórnia, aos 79 anos. Sua missa fúnebre ocorreu na catedral metropolitana de Santa Vibiana, presidida por seu sucessor, o arcebispo Roger Mahony, com a presença de outros cardeais americanos e de trinta líderes de várias religiões dos círculos inter-religiosos de Los Angeles que Manning tinha ajudado a criar. Ele está enterrado no Calvary Cemetery, no leste de Los Angeles. Ao contrário dos do cardeal James Francis McIntyre, os restos mortais do cardeal Manning não foram transferidos para o novo mausoléu da catedral metropolitana de Nossa Senhora de Los Angeles de acordo com seu pedido pessoal, pois ele queria ser enterrado em uma sepultura simples para padre.